# 376 km (obwód riazański)
376 km (ros. 376 км) – przystanek kolejowy w rejonie sasowskim, w obwodzie riazańskim, w Rosji. Położony jest na linii Moskwa – Riazań – Samara, w oddaleniu od osad ludzkich. Najbliższą miejscowością jest Sablino.
Na wysokości przystanku tory biegną w rozdzieleniu. Perony przystanku są od siebie oddalone o ok. 175 m.